# Florica
Florica è un comune della Romania di 1 619 abitanti, ubicato nel distretto di Buzău, nella regione storica della Muntenia.